# Rock Action Records
Rock Action Records – niezależna wytwórnia płytowa z Glasgow, założona w 1995 przez członków post-rockowego zespołu Mogwai. Wydaje płyty takich zespołów jak Part Chimp, Errors czy Kling Klang, a także rozprowadza na terenie Wielkiej Brytanii nagrania Torche, Envy, czy Growing.

## Artyści związani z wytwórnią
- Desalvo
- Torche
- Mogwai
- Errors
- Papa M
- The Zephyrs
- Cex
- Pilotcan
- Random Number
- James Orr Complex
- Envy
- Kling Klang
- Chris Brokaw
- Part Chimp
- Growing
- Remember Remember
- Trout